# Verstoß gegen Weisungen während der Führungsaufsicht
Verstoß gegen Weisungen während der Führungsaufsicht ist ein Straftatbestand des deutschen Strafrechts. Er ist in § 145a im Siebenten Abschnitt des Strafgesetzbuchs (Straftaten gegen die öffentliche Ordnung) geregelt.
Voraussetzung ist, dass der Täter unter Führungsaufsicht steht und ihm Weisungen gemäß § 68b Abs. 1 StGB erteilt worden sind. Da nur unter Führungsaufsicht stehende Personen den Tatbestand verwirklichen können, handelt es sich um ein Sonderdelikt. Tathandlung ist der Verstoß gegen eine bestimmte Weisung. Dabei muss im Rahmen der Prüfung von § 145a StGB auch geprüft werden, ob die in Rede stehende Weisung hinreichend bestimmt gewesen ist, ob sie verhältnismäßig und ob sie zulässig war. Weiter ist die Tat nur strafbar, wenn durch sie der Zweck der Maßregel, also der Führungsaufsicht gefährdet wird. Nach herrschender Meinung handelt es sich deswegen bei dem Vergehen um ein konkretes Gefährdungsdelikt. Eine Gefährdung des Zwecks der Maßregel liegt vor, wenn durch den Verstoß die Gefahr, dass der unter Führungsaufsicht Stehende eine neue Straftat begeht, vergrößert wird.
Die Tat kann nur vorsätzlich begangen werden; Eventualvorsatz reicht aber zur Verwirklichung des subjektiven Tatbestandes aus.
Die Rechtsfolge ist Freiheitsstrafe von bis zu drei Jahren oder Geldstrafe.
§ 145a StGB ist ein Antragsdelikt; die Tat wird nur auf Antrag der Führungsaufsichtsstelle (cf. § 68a StGB) verfolgt. Diese wiederum soll vor der Antragstellung eine Stellungnahme des Bewährungshelfers einholen (§ 68a Abs. 6 StGB); der Verstoß gegen diese Regelung macht einen trotzdem gestellten Strafantrag aber nach heute herrschender Auffassung nicht unwirksam.